# Riken Yamamoto

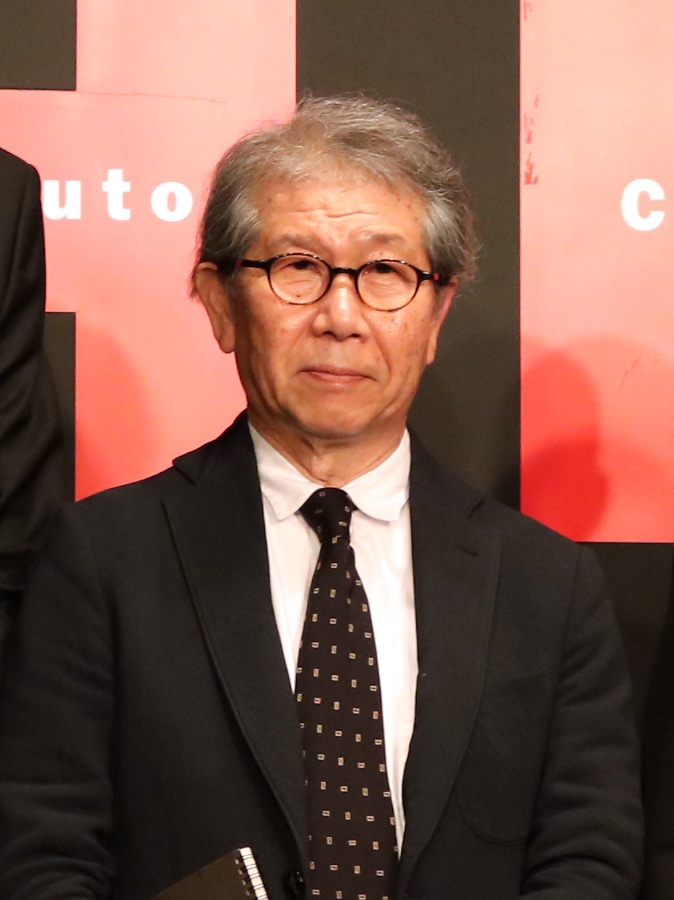
Riken Yamamoto (2016)

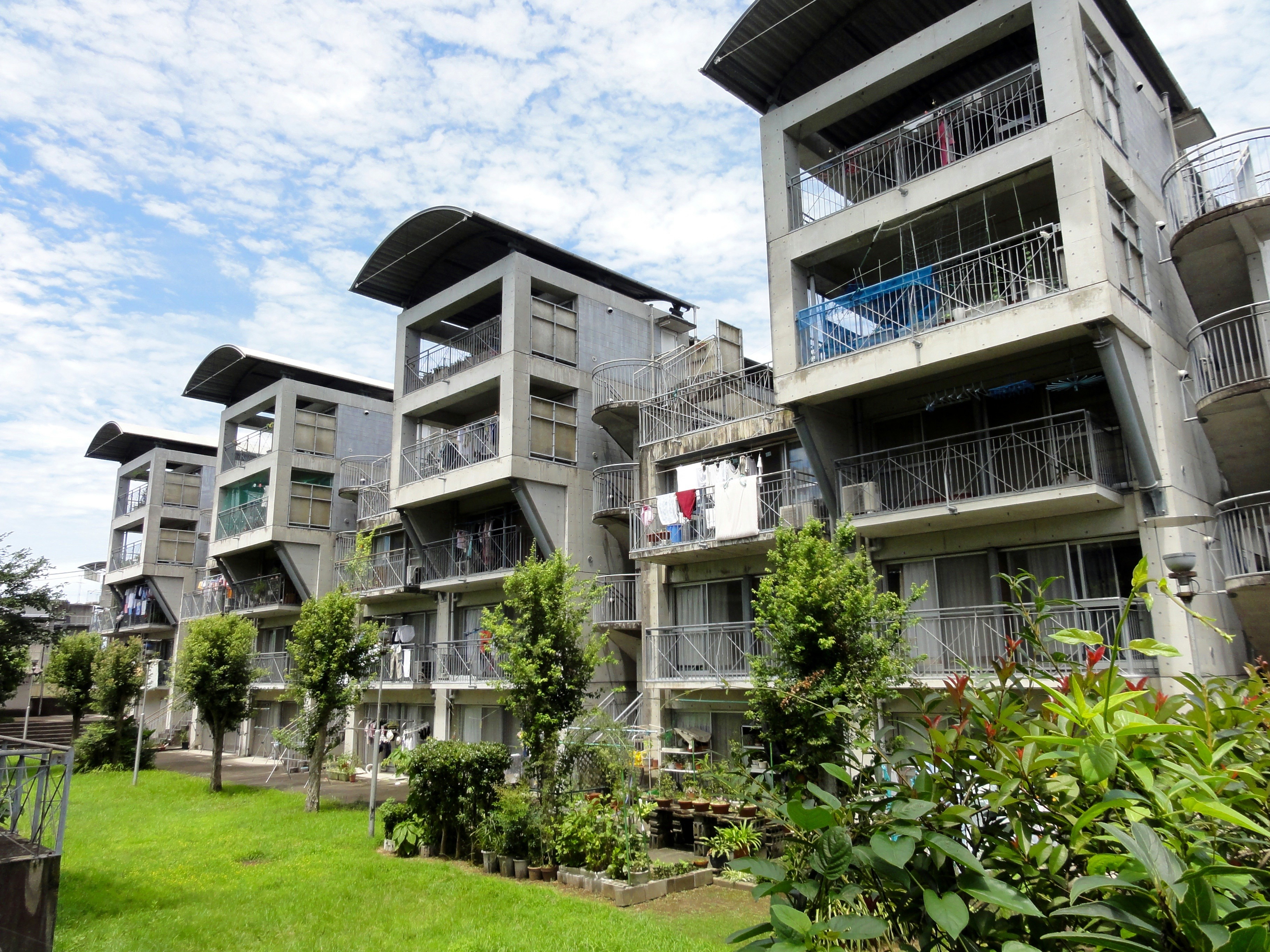
Wohnkomplex Hotakubo Daiichi der Präfektur Kumamoto

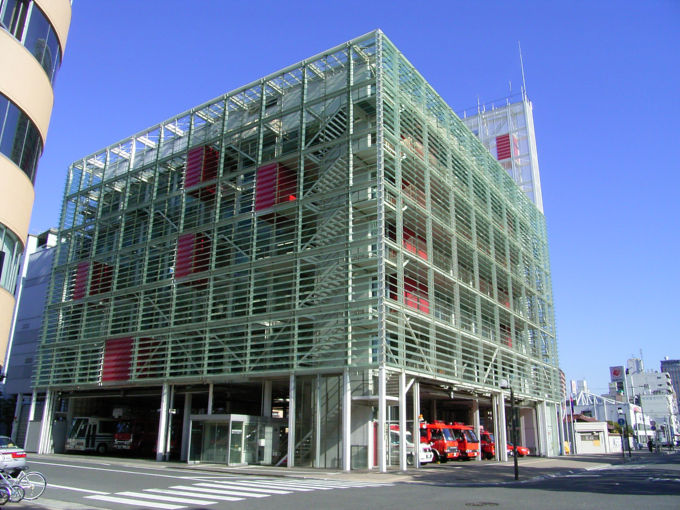
Feuerwache Hiroshima West

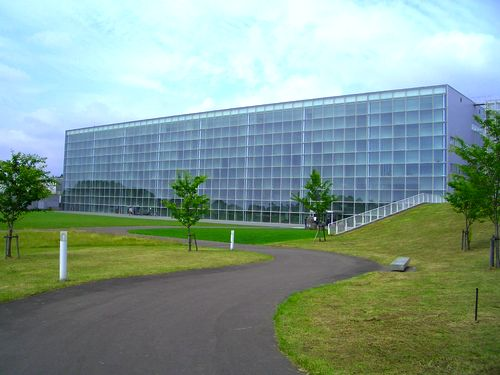
Universität der Zukunft Hakodate

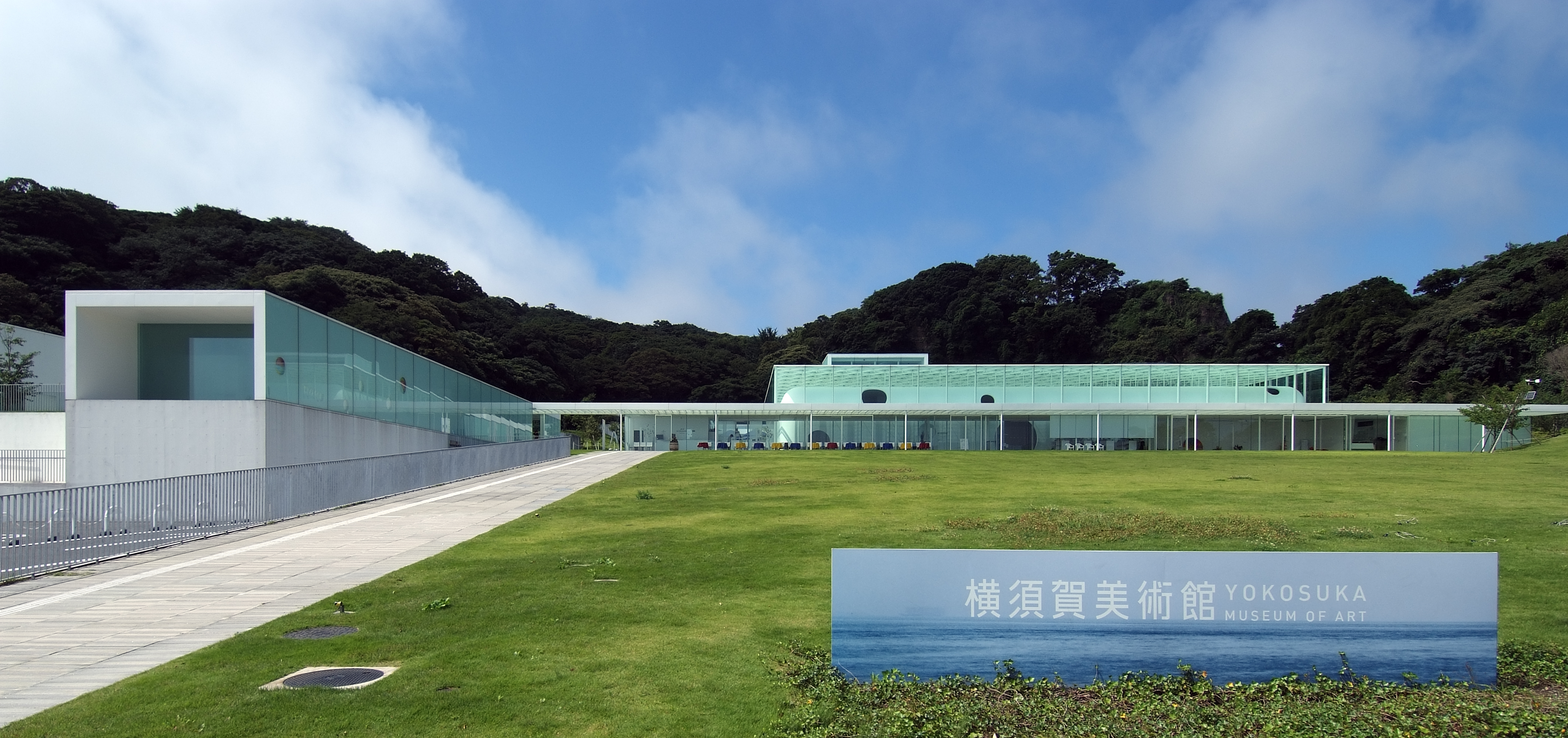
Yokosuka-Kunstmuseum

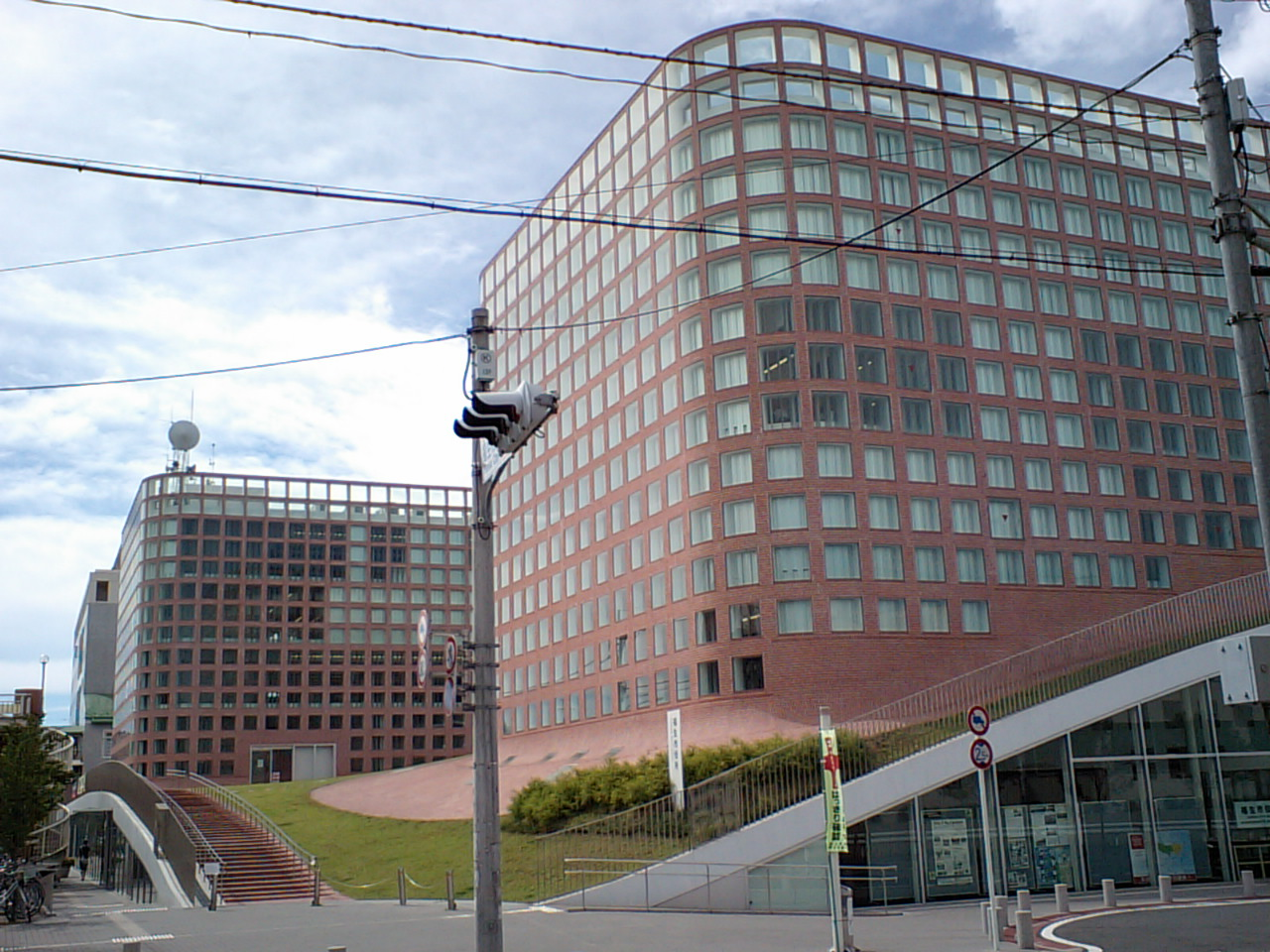
Rathaus von Fussa

Riken Yamamoto (japanisch 山本 理顕 Yamamoto Riken; * 15. April 1945 in Peking, China) ist ein japanischer Architekt. Er hat zahlreiche Auszeichnungen für seine Arbeit erhalten, unter anderem im Jahr 2002 den Preis der Japanischen Akademie der Künste, ein wichtiger japanischer Preis für Künstler und Architekten. 2024 wurde er mit dem Pritzker-Architektur-Preis geehrt.

## Leben
Riken Yamamoto wurde 1945 in Peking geboren und übersiedelte kurz nach dem Zweiten Weltkrieg nach Yokohama in Japan. Seinen Vater verlor er im Alter von fünf Jahren. Er wuchs in einem traditionellen japanischen Machiya nachempfundenen Haus auf, in welchem das Haus in zwei Teile geteilt ist, nämlich einen vorderen, zur Straße hin gerichteten Teil für das Geschäft und einen für die Familie eingerichteten hinteren Teil. Der vordere, zur Straße gerichteten Teil war hier die Apotheke seiner Mutter. Sein Interesse für die Architektur wurde beim Besuch des Buddhistischen Tempels Kôfuku-ji mit seiner fünfstöckigen Pagode in Nara geweckt. Er absolvierte sein Architekturstudium an der Nihon-Universität, wo er 1968 graduierte. Im Anschluss absolvierte er ein Masterstudium an der Tōkyō Geijutsu Daigaku, der „Tokioter Universität der Künste“, das er 1971 abschloss.
Im Jahre 1973 gründete er sein eigenes Büro Riken Yamamoto & Fieldshop in Yokohama, das mittlerweile Zweigstellen in Zürich und Peking unterhält. Zu Beginn seiner Karriere unternahm er zusammen mit seinem Mentor Hiroshi Hara ausgedehnte Reisen, um verschiedene Kulturen und Lebensformen kennenzulernen. Im 1972 fuhr er entlang der Mittelmeerküste durch Frankreich, Spanien, Marokko, Algerien, Tunesien, Griechenland und die Türkei. Zwei Jahre später fuhr er von Los Angeles in den Vereinigten Staaten über Mexico, Guatemala, Costa Rica und Kolumbien bis Peru. Eine weitere Reise führte ihn durch Irak, Indien und Nepal. Er kam zur Einsicht, dass, auch wenn die Architektur sich wandelte, die sich Aufteilung des Raumes in einen privaten und einen öffentlichen Teil doch überall ähnlich gestaltete.
Von 2002 bis 2007 war er Professor an der Kogakuin-Universität, von 2007 bis 2011 Professor an der Staatlichen Universität Yokohama. Von 2011 bis 2013 war er Gastprofessor an der Graduiertenschule der Staatlichen Universität Yokohama und im gleichen Zeitraum auch Außerordentlicher Professor an der Graduiertenschule der Nihon-Universität. Seit 2018 ist er Präsident der privaten Nagoya Zokei Universität für Kunst und Design.

## Architektur
Yamamotos Frühwerk wird mit dem Minimalismus in Verbindung gebracht. Aus der Besorgnis heraus, dass die moderne japanische Stadt als Umgebung immer enger und ungemütlicher wird, entwarf er mehrere nach innen gerichtete Häuser mit Innenhöfen und hochgelegenen Terrassen. Dazu zählen das Yamamoto-Haus, das Fujii-Haus und die Rotunda, alle in Yokohama, das Kubota-Haus in Tokio und das Ishii-Haus in Kawasaki. Er entwarf auch den Wohnkomplex Hotakubo Daiichi in Kumamoto und die Ryokuen Inter-Junction City Wohnblocks in Yokohama. Seine Projekte sozialen Wohnungsbaus, die Universität der Zukunft Hakodate und das Yokosuka-Kunstmuseum sind auch über Japan hinaus bekannt.
Einer breiteren Öffentlichkeit im deutschsprachigen Raum ist er vor allem mit dem Projekt The Circle am Flughafen Zürich bekanntgeworden. Dieses Projekt ist hervorgegangen aus einem internationalen Wettbewerb, den das Büro 2010 gegen namhafte Konkurrenz wie die zweitplatzierten Zaha Hadid Architects aus London gewann.
Yamamoto thematisiert mit seinen Bauten immer wieder die Bedeutung des öffentlichen Raums und der dort entstehenden Möglichkeit sozialer Interaktion.

## Projekte (Auswahl)
- 1978: Yamamoto-Haus (Präfektur Kanagawa), Kubota-Haus (Tokio), Ishii-Haus (Präfektur Kanagawa)
- 1982: Fujii-Haus (Präfektur Kanagawa)
- 1987: Rotunda-Gebäude (Präfektur Kanagawa)
- 1988: Hamlet-Gebäude (Tokio)
- 1991: Wohnkomplex Hotakubo Daiichi (Präfektur Kumamoto)
- 1992: Wohnblock Ryukoentoshi XYSTUS (Präfektur Kanagawa)
- 1993: Wohnblocks Ryukoentoshi AMNIS, LOGGIA, OBERISK, PRADO (Präfektur Kanagawa)
- 1994: Wohnblocks Ryukoentoshi ARCUS, CÕTE á CÕTE (Präfektur Kanagawa)
- 1996: Iwadeyama Junior High School (Präfektur Miyagi)
- 1999: Universität der Präfektur Saitama (Präfektur Saitama)
- 2000: Universität der Zukunft Hakodate (Hokkaido), Feuerwache Hiroshima West (Präfektur Hiroshima)
- 2003: Shinonome Canal Court Wohnblock 1 (Tokio)
- 2007: Yokosuka-Kunstmuseum (Präfektur Kanagawa)
- 2008: Namics Techno Core (Präfektur Niigata)
- 2008: Rathaus von Fussa (Tokio)
- 2010: Pangyo-Wohnkomplex (Seongnam, Süd-Korea)
- 2012: Bibliothek in Tianjin (China)
- 2014: Gangam-Wohnkomplex Seoul (Süd-Korea)
- 2020: The Circle am Flughafen Zürich (Schweiz)[6][7][8][Anm. 1]

## Ehrungen und Auszeichnungen (Auswahl)
- 2002: Preis der Japanischen Akademie der Künste für die Universität der Präfektur Saitama
- 2009: Japanisches Institut der Architekten Auszeichnung für das Yokosuka-Kunstmuseum
- 2024: Pritzker-Preis[9]